# Пригородное железнодорожное сообщение Новосибирска

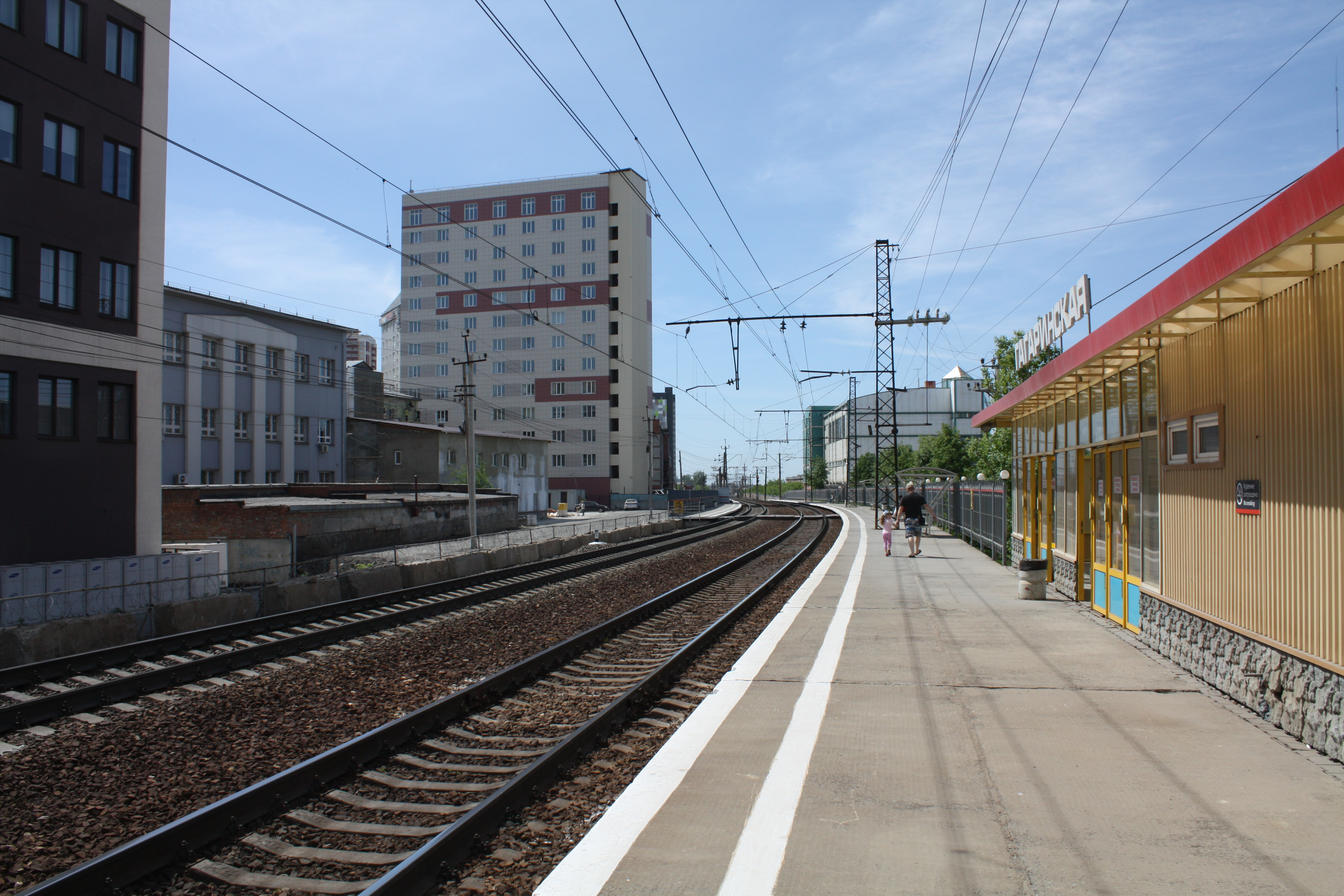
Остановочная платформа Гагаринская

Пригородное железнодорожное сообщение Новосибирска — сеть пассажирского железнодорожного транспорта, связывающая Новосибирск и близлежащие населённые пункты. Компания-перевозчик — АО «Экспресс-пригород».

## История
10 июля 1953 года в Новосибирске были запущены электропоезда по маршруту Инская — Новосибирск-Главный — Обь протяжённостью 36 км. Первую поездку по данному направлению провёл машинист Примак.
С 1964 года началось движение электропоездов ЭР-2. Организованы маршруты до станций Чулым, Болотная, Тогучин и Черепаново. В пределах Новосибирска создано 25 остановочных платформ, 23 из них — с павильонами ожидания.
19 мая 1998 года была зарегистрирована компания «Экспресс-пригород».
В июне 2000 года отремонтирован поезд № 533, ставший первым коммерческим электропоездом. В нём был устроен бар, при этом исчезла возможность льготных поездок. 5 декабря 2000 года на маршрут Новосибирск — Татарская вышел электропоезд повышенной комфортности «Ласточка».
В 2002 году в пригородных перевозках были задействованы один четырёхвагонный, четыре шестивагонных, девять восьмивагонных и 24 десятивагонных состава.
В 2006 году при станции Новосибирск-Главный был открыт пригородный павильон, возведённый на месте кассового комплекса, построенного в 1980-х годах. Здание соединяется внутренним переходом со станцией метро «Площадь Гарина-Михайловского».

## Направления
В системе новосибирского пригородного транспорта действуют пять направлений: Западное, Жеребцовское, Восточное, Южное и Кузбасское.

## Сезонные изменения количественного состава электропоездов
В октябре количество курсирующих электропоездов сокращается, что связано с наступлением холодного периода и снижением пассажиропотока. Например, в 2014 году было анонсировано прекращение работы 12 электропоездов на Западном направлении, 11 — на Жеребцовском, 5 — на Восточном, 22 — на Кузбасском; в октябре 2015 года число отменённых электропоездов согласно зимнему расписанию составило: 12 — на Западном, 11 — на Жеребцовском, 3 — на Восточном, 3 — на Южном, 16 — на Кузбасском.
В апреле с наступлением дачного сезона количество транспортных единиц пригородной сети вновь возрастает.

## Стоимость проезда и способы оплаты
Стоимость проезда зависит от протяжённости маршрута. Выделяется 20 тарифных зон. По данным сайта «Экспресс-Пригород» с  1 января 2021 года цена билета первой зоны (1—5 км) составляла 26 рублей для взрослых и 7 рублей для детей, поездка в пределах 20-й зоны (191—200 км) — 179 и 45 рублей соответственно.
Согласно новостным статьям сми за 2018—2019 годы для оплаты проезда в зимний период действовали 75 билетных касс (из них 36 — круглосуточные) и 52 билетопечатающих терминала самообслуживания.
При переходе на летнее расписание число касс увеличивается. Весной 2020 года было объявлено о работе 148 касс на 91-й станции Новосибирской области (в том числе 16 дополнительных на остановках возле дачных сообществ региона) и 79 терминалов самообслуживания.
1 июня 2016 года «Экспресс-пригород» запустил мобильное приложение для покупки электронных билетов. С 2020 по 2021 год доля клиентов компании, воспользовавшихся этим сервисом, увеличилась с 7% до 11% от всего количества пассажиров пригородного железнодорожного транспорта.
В 2021 году в тестовом режиме на 11 остановках пригородной сети была запущена ещё одна безналичная система оплаты — на станции отправления посредством приложения банковской карты или смартфона к турникету или валидатору происходит списывание минимальной стоимости поездки в 26 рублей, в пункте прибытия данная операция производится второй раз, после чего со счёта снимается остальная сумма. Услуга доступна для владельцев карт МИР, Visa, MasterCard, клиентов GooglePay, ApplePay, Samsung Pay и т. д.